# Індіанола (округ Гамболдт, Каліфорнія)
Індіанола (англ. Indianola) — переписна місцевість (CDP) в США, в окрузі Гумбольдт штату Каліфорнія. Населення — 791 особа (2020).

## Географія
Індіанола розташована за координатами 40°48′36″ пн. ш. 124°4′42″ зх. д. / 40.81000° пн. ш. 124.07833° зх. д. (40.810015, -124.078412).  За даними Бюро перепису населення США в 2010 році переписна місцевість мала площу 3,67 км², з яких 3,67 км² — суходіл та 0,00 км² — водойми.

## Демографія
Згідно з переписом 2010 року, у переписній місцевості мешкали 823 особи в 356 домогосподарствах у складі 224 родин. Густота населення становила 224 особи/км².  Було 378 помешкань (103/км²).
Расовий склад населення:
| - 86,6 % — білих - 5,1 % — корінних американців - 1,3 % — азіатів - 0,2 % — чорних або афроамериканців - 0,1 % — вихідців з тихоокеанських островів - 1,5 % — осіб інших рас |

До двох чи більше рас належало 5,1 %. Частка іспаномовних становила 5,3 % від усіх жителів.
За віковим діапазоном населення розподілялося таким чином: 19,1 % — особи молодші 18 років, 66,4 % — особи у віці 18—64 років, 14,5 % — особи у віці 65 років та старші. Медіана віку мешканця становила 43,9 року. На 100 осіб жіночої статі у переписній місцевості припадало 96,4 чоловіків;  на 100 жінок у віці від 18 років та старших — 96,5 чоловіків також старших 18 років.
Середній дохід на одне домашнє господарство  становив 54 531 долар США (медіана — 36 875), а середній дохід на одну сім'ю — 57 697 доларів (медіана — 48 750). За межею бідності перебувало 29,0 % осіб, у тому числі 49,0 % дітей у віці до 18 років та 0,0 % осіб у віці 65 років та старших.
Цивільне працевлаштоване населення становило 419 осіб. Основні галузі зайнятості: роздрібна торгівля — 20,5 %, освіта, охорона здоров'я та соціальна допомога — 16,5 %, мистецтво, розваги та відпочинок — 14,1 %, науковці, спеціалісти, менеджери — 13,4 %.